# Haninge landsfiskalsdistrikt
Haninge landsfiskalsdistrikt var 1918–1964 ett landsfiskalsdistrikt i Stockholms län, bildat när Sveriges indelning i landsfiskalsdistrikt trädde i kraft den 1 januari 1918, enligt beslut den 7 september 1917. Den 1 januari 1965 avskaffades i Sverige samtliga landsfiskaler och landsfiskalsdistrikt, och deras arbetsuppgifter delades upp på de nyskapade indelningarna polisdistrikt, åklagardistrikt och kronofogdedistrikt.
Landsfiskalsdistriktet låg under länsstyrelsen i Stockholms län.

## Ingående områden
När Sveriges nya indelning i landsfiskalsdistrikt trädde i kraft den 1 januari 1952 (enligt kungörelsen 1 juni 1951) ändrades distriktets omfattning. Den 1 januari 1959 uppgick Dalarö landskommun i Österhaninge landskommun, men distriktets omfattning ändrades inte.

### Från 1918
Sotholms härad:
- Dalarö landskommun
- Muskö landskommun
- Nämdö landskommun
- Ornö landskommun
- Tyresö landskommun
- Utö landskommun
- Västerhaninge landskommun
- Österhaninge landskommun

### Från 1 januari 1952
- Dalarö landskommun
- Tyresö landskommun
- Västerhaninge landskommun
- Österhaninge landskommun

### Från 1 januari 1959
- Tyresö landskommun
- Västerhaninge landskommun
- Österhaninge landskommun